# Famechon (Pas-de-Calais)
Famechon ist eine französische Gemeinde mit 111 Einwohnern (Stand 1. Januar 2022) im Département Pas-de-Calais in der Region Hauts-de-France. Sie gehört zum Arrondissement Arras, zum Kanton Avesnes-le-Comte und zum Kommunalverband Campagnes de l’Artois.

## Lage
Die Gemeinde Famechon liegt an der Quilienne an der Grenze zum Département Somme, 26 Kilometer südwestlich von Arras und 31 Kilometer nordnordöstlich von Amiens. Nachbargemeinden von Famechon sind Pas-en-Artois im Nordosten, Authie im Südosten, Thièvres im Süden, Thièvres im Südwesten, Orville im Westen sowie Pommera im Nordwesten.

## Bevölkerungsentwicklung
| Jahr                       | 1962 | 1968 | 1975 | 1982 | 1990 | 1999 | 2006 | 2015 | 2022 |
| -------------------------- | ---- | ---- | ---- | ---- | ---- | ---- | ---- | ---- | ---- |
| Einwohner                  | 180  | 164  | 147  | 138  | 141  | 139  | 127  | 116  | 111  |
| Quellen: Cassini und INSEE |      |      |      |      |      |      |      |      |      |

## Sehenswürdigkeiten
- Kirche Notre-Dame